# C'était hier
Pour les articles homonymes, voir C'était hier (film).
C'était hier (Old Times) est une pièce de théâtre du dramaturge et prix Nobel de littérature anglais Harold Pinter. 
La pièce a été créée le 1er juin 1971 à l'Aldwych Theatre à Londres par la Royal Shakespeare Company.

## Argument
Dans leur maison à la campagne; Kate et Deeley, un couple bien établi, reçoivent Anna, une vieille amie de Kate qui vit maintenant à l'étranger.  Les trois se mettent à partager divers souvenirs, communs ou non.  Mais ces réminiscences d'une époque révolue ne concordent pas toujours.   

## Création en France,théâtre Montparnasse,1971
- Mise en scène : Jorge Lavelli
- Texte Français : Éric Kahane
- Décor : Pace
- Lumières : Georges Weberspiel
- Kate : Delphine Seyrig
- Deeley : Jean Rochefort, Jean-Marc Bory
- Anna : Françoise Fabian